# Caravan
Caravan é uma banda britânica de rock e jazz. O grupo alcançou sucesso depois de anos fazendo parte do movimento musical de Canterbury, junto com o Camel, Soft Machine, National Health e Hatfield And The North (o que caracteriza o som das bandas desse movimento é a mistura de psicodelia, jazz e o que mais vier à cabeça). O Caravan ainda existe, trabalhando principalmente em apresentações ao vivo.
Atualmente, a banda conta com Pye Hastings nos vocais e guitarra; Richard Coughlan na percussão; Geoffrey Richardson na viola, flauta, guitarra, e outros; Jan Schelhaas nos teclados; Jim Leverton no baixo e Mark Walker na bateria e percussão.

## História

### Primórdios
O Caravan surgiu da divisão da banda The Wilde Flowers em 1966. Em 1964, a banda Wilde Flowers tinha membros tanto do futuro Soft Machine, quanto do futuro Caravan, porém, a divisão ocorrida fez com que se criassem as duas bandas. O Caravan contava com os irmãos Dave e Richard Sinclair, os primos Pye e Jimmy (ou James) Hastings, além do baterista Richard Coughlan. 

### Primeiros anos
Em 1968, a banda trabalha em seu auto-intitulado álbum, com composições distribuídas entre Pye Hastings e Richard Sinclair. Em primeira instância, eles conseguem um single chamado Hello Hello, mas esse single não emplaca no álbum de estréia tendo aparecido a primeira vez num álbum completo de estúdio no segundo álbum, If I Could do It All Over Again, I'd do It All Over You, embora tenha aparecido como faixa extra nos relançamentos. Embora o álbum não tenha sido o maior número da banda, canções como Place of My Own, Grandma's Lawn e Ride se tornaram sucessos expressivos do disco. 

Em 1970, vem o segundo álbum, If I Could Do It All Over Again, I'd Do It All Over You, que faz o grupo ter maiores experimentações, além do ponteio da direção que o grupo tomava. Dessa vez, as composições passaram a se estender aos outros membros do grupo. No álbum, uma das canções que virou um dos grandes números do grupo nos shows foi a suíte Can't Be Long Now, mais conhecida como "For Richard", composta em homenagem ao Sinclair baixista do grupo. Esse também em seus relançamentos contou com versões demo de algumas faixas, além da faixa extra A Day of Maurice Hawlett. Seu terceiro álbum, In The Land of Grey and Pink teve um grande sucesso e se tornou um dos mais conhecidos entre os fãs e entusiastas do Rock Progressivo. A capa, baseada em J. R. R. Tolkien, apresenta uma ambientação medieval com cores centradas em cinza e rosa, e de suas músicas, a mais conhecida é a suíte Nine Feet Underground. Durante as sessões do segundo álbum, Richard desenvolveu uma melodia instrumental que virou a faixa Winter Wine de In The Land... após receber letra. Foi o último álbum até então com Dave Sinclair na formação, e nas suas faixas extras recebeu uma versão preliminar de Aristocracy que teve estréia oficial no álbum seguinte Waterloo Lily além da sessão Disassociation de Nine Feet Underground. 

Em 1972, sai Dave Sinclair pra cumprir participação na banda Matching Mole do vocalista do Soft Machine e entra em seu lugar Steve Miller do Miller & Coxhill que também faz ponta nos dois álbuns seguintes com metais. Com a nova formação, o grupo grava Waterloo Lily que é mais centrado no jazz que seus anteriores. A faixa-título, Nothing At All e The World is Yours são os destaques aqui.

#### For Girls, aproximação do pop e baixa
Após Waterloo Lily, Richard Sinclair é o próximo e o último Sinclair a deixar a banda. Em seu lugar entra John G. Perry assumindo o baixo e com essa formação entra o novo disco For Girls Who Grown Plump In The Night em 1973, que evidencia a aproximação do pop no grupo. Ainda se juntam no Caravan, Geoffrey Richardson e Jim Leverton, dois integrantes corriqueiros no grupo (principalmente nos anos 90).

O sucesso desse álbum foi tanto que acabou culminando no primeiro álbum ao vivo do grupo, Caravan & The New Symphonia de 1973, com músicas exclusivas que nunca foram lançadas em album de estúdio antes como Mirror for The Day e Virgin on The Ridiculous. Um outro álbum lançado dessa época foi Live at Fairfield Halls, mas esse último foi lançado somente em 2002. 

Em 1975, Dave Sinclair volta e o grupo grava Cunning Stunts, mas tem uma aceitação menor do público devido o mergulho definitivo numa sonoridade pop e letras mais suavizadas, o único destaque é The Dabsong Conshirtoe. Nessa época, dois ex-Curved Air embarcam na banda, Mike Wedgwood e Dek Messecar. Este último toca baixo no álbum Better By Far, que também é outro divisor de águas na banda. Ainda em 1976 é lançado Blind Dog at St. Dunstans, sendo mais progressivo que Cunning, mas não mantendo o mesmo nível dos cinco primeiros álbuns, embora haja uma suíte sútil com Very Smells Grubby Little Oik e uma canção de destaque como All The Way. Ainda em 1977 das sessões de Better By Far, Caravan grava uma série de outras canções inéditas que sai como álbum em 1994. Esse lançamento tardio foi nomeado como Cool Water, que também foi uma música gravada nessas sessões. 

Tensões tomam a banda e em 1978, Pye encerra as atividades da banda até 1980.

### Retorno temporário
Em 1980, após escrever novas canções, Pye reformula o Caravan e grava The Album, que apesar de também não ter agradado aos fãs, acaba gerando um single em 1981 chamado Heartbreaker/It's Never Too Late (este último também sendo uma inédita que nunca apareceu num álbum completo de estúdio). Heartbreaker teve uma certa relevância por ter virado um clipe para a TV no Reino Unido, e no álbum de 80, o grupo incorporou um estilo que estava começando a ficar na moda no pop, o reggae, com Clear Blue Sky.

A formação dos três primeiros discos (Sinclairs, Hastings e Coughlan) se encontram em Back to Front em 1982. O single da vez foi Videos of Hollywood, composto por Richard Sinclair. O retorno da formação original, animou os fãs e fez o Caravan "ficar em cartaz" até 1985, quando fizeram seu último show na terra natal em Canterbury.

### Retorno definitivo
Em 1990, o Caravan retorna pra valer gravando seu primeiro álbum (sendo seu terceiro ao vivo) na década de 90, o Caravan Live (gravado em Nottingham em 1990, lançado em 1993). A formação é praticamente original, e é na década de 90, que saem diversas coletâneas e compilações do grupo. O único álbum de estúdio de inéditas é Battle of Hastings de 1995. Ainda em 1995, o Caravan faz uma série de regravações de músicas de sucesso da carreira conhecidas como All Over You de 1996 e All Over You... Too! em 1998. Em 1996, problemas internos fazem Coughlan sair da banda e em seu lugar entra Simon Bentall. Ainda em 1997, dois álbuns ao vivo Live From Astoria: Canterbury Comes to London e Back on The Tracks é lançado. 

A década e o milênio viram e o único lançamento inédito é Unauthorized Breakfast Item de 2003, já com Coughlan de volta. 

Até 2010, muitas coletâneas e uma série de DVDs ao vivo são lançados e muitos dos integrantes desde a década de 80 vem lançando álbuns solo e outros trabalhos bem como projetos especiais, além de transitarem por outras bandas ao longo do tempo.

### Morte de Richard Coughlan e dias atuais
Em 2011, o baterista e percussionista do Caravan, Richard Coughlan, passou a manifestar problemas de saúde, mas ainda continuou na atividade com a banda, até 2013, onde morreu mêses depois de concluir o seu último trabalho na banda, o álbum Paradise Filter. Desde então, Caravan opera com o baterista Mark Walker. Recentemente em 2021, Caravan lança seu último álbum chamado It's None of Your Business, com Hastings já não tendo a mesma força vocal de antes se mantendo no grave. A banda ainda em 2023 continua excursionando, principalmente pela Europa.

## Discografia

### Álbuns de estúdio
- Caravan - 1968 (Verve Records)

- If I Could do It All Over Again, I'd do It All Over You - 1970 (Decca Records)

- In The Land of Grey and Pink - 1971 (Deram Records)

- Waterloo Lily - 1972 (Deram)

- For Girls Who Grown Plump In The Night - 1973

- Cunning Stunts - 1975

- Blind Dog at St. Dunstans - 1976

- Better By Far - 1977

- The Album - 1980
- Back to Front - 1982
- Cool Water - 1994 (gravado em 1977)
- Battle of Hastings - 1995
- The Unauthorized Breakfast Item - 2003
- Paradise Filter - 2013
- It's None of Your Business - 2021

#### Albuns ao Vivo
- Caravan & The New Symphonia - 1974
- Best of Caravan (Live) - 1980 (coletânea de excertos ao vivo da década de 70)
- The Show of Our Lives - 1981 (idem acima)
- Caravan Live at BBC - 1990
- Caravan Live - 1993 (gravado em 1990)
- Canterbury Comes to London: Live From Astoria - 1997
- Back on The Tracks - 1997
- Either Way - 1998
- Surprise Supplies - 1999
- Green Bottles for Marjorie - 2002
- Live at Fairfield Halls - 2002 (gravado em 1974)
- UK Tour 1975 - 2003
- Nowhere to Hide - 2003
- Live in Nottingham - 2003
- With Strings Attached - 2003
- Show of Our Lives (on BBC) - 2007
- Hunting Shall We Go 1974 - 2008
- European Tour 2011: Shepherd's Bush Empire - 2012
- Live in Concert at Metropolis Studios - 2012 (também em DVD)
- Colour Me Pop - 2023 (coletânea de gravações ao vivo entre 1969 e 1972)

### Dvds
- Classic Rock Legends Presents: Caravan - 2001
- A Knight in London - 2003
- A Nights Tale: Live in USA - 2004
- 35Th Anniversary Concert Live - 2005
- The Anthology - 2007
- Live at RoSfest Gattinsburgh USA - 2014

### Coletâneas
- Best of Caravan (1970-1974) - 1974
- This is Caravan - 1974
- Dos - 1976
- Tales of Canterbury - 1976
- Caravan - 1979
- Canterbury Collection - 1984
- And I Wish I Were Stoned/Don't Worry - 1985
- Songs and Signs - 1991
- Best of Caravan - 1993
- Canterbury Tales (1968-1975) - 1994
- All Over You - 1996
- Travelling Man - 1997
- Songs For Oblivion Fisherman - 1998
- All Over You... Too - 1999
- Headloss - 1999
- The HTD Years - 2000
- Where But For Caravan Would I? - 2000
- Travelling Ways - 2002
- The World is Yours: The Anthology (1968-1976) - 2010
- Place of My Own - 2014

### Singles/compactos
- Place of My Own - 1969
- Hello, Hello - 1969
- If I Could do It All Over Again, I'd do It All Over You - 1970
- Golf Girl - 1971
- Love to Love You - 1971
- A Hunting We Shall Go - 1974
- Headloss - 1974
- Stuck In a Hole - 1975
- All The Way - 1976
- Better By Far - 1977
- Hearbraker - 1980
- Keepin'up The Fences - 1981

## Integrantes
Pye Hastings - Voz, Violão, Guitarra
Geoffrey Richardson - Viola e percussão 
Jan Schellhaas - Teclados 
Lee Pomeroy - Baixo
Mark Walker - Bateria

### Ex-integrantes
Richard Sinclair - Baixo, Voz
Dave Sinclair - Teclados
Dek Messecar - Baixo
Derek Austin - Metais
Doug Boyle - Guitarra
Jim Leverton - Baixo
John G. Perry - Baixo
Steve Miller - Teclados
Richard Coughlan - Bateria e Percussão
Simon Bentall - Bateria e Percussão
Mike Wedgwood - Baixo
- In the Land of Grey and Pink (1971)
- Waterloo Lily (1972)
- For Girls That Grow Plump in the Night (1972)
- Caravan and the New Symphonia (1974)
- Live at Fairfeild Hall (1974)
- Cunning Stunts (1975)
- Blind Dog at St. Dunstans (1976)
- Better by Far (1977)
- The Album (1980)
- Back to Front (1982)
- Live 1990 (1992)
- Radio One Live in Concert BBC 1975 (1991)
- Cool Water (1994)
- Battle of Hastings (1995)
- All Over You (1996)
- Live in Holland: Back on the Tracks (1998)
- Songs for
- Surprise Supplies (1999)
- All Over You Too (1999)
- Headloss (1999)
- The HTD Years (2000)
- Where But For Caravan Would I? (2000)
- Green Bottles For Marjorie (2002)
- Paradise Filter (2013)
- It’s None Of Your Business